# Doso (Burgos)
Doso (en euskera: Dueso) es un despoblado que actualmente forma parte del municipio de Condado de Treviño, en la provincia de Burgos, Castilla y León (España).

## Localización
Estaba situado a medio camino entre las localidades treviñesas de Dordóniz y San Martín Zar.

## Toponimia
A lo largo de los siglos ha sido conocido con los nombres de Doso y Dueso.

## Historia
Documentado desde el siglo XIII, se desconoce cuándo se despobló.
Actualmente sus tierras son conocidas con el topónimo de Dueso.